# 수도권 제3공항
수도권 제3공항(일본어: 首都圏第3空港 슈토켄다이산쿠코[*])은 확대하는 일본의 수도권 항공 수요를 충족하기 위해 도쿄 국제공항 (하네다 공항)과 나리타 국제공항의 두 공항을 보완하는 제3공항을 의미한다. 또한 조사 검토 도중에 이 구상중인 공항과는 별도로 결정된 햐쿠리 기지 군민 공용화 이바라키 공항이 2010년 3월 11일에 개항하여 일부 매체에서는 수도권 제3공항으로 보도되었다.

## 후보 · 제안된 비행장
- 이루마 기지
- 아쓰기 해군 비행장
- 하쿠리 기지 / 이바라키 공항
- 시모우사 항공 기지
- 요코타 기지